# Милорад Митровић (песник)
Милорад Ј. Митровић (Београд, 20. фебруар 1867 — Београд, 15. мај 1907) је био српски песник.

## Биографија
Рођен је 20. фебруара 1867. у Београду, где је завршио основну школу, гимназију и Правни факултет. Године 1891. је постао писар суда у Ужицу. Као судски и полицијски чиновник радио је у Чачку, Мионици, Смедереву и Књажевцу. Постао је судија 1897. године. Због политичких разлога отпуштен је из државне службе 1898. године. Враћен је у службу 1900. године, тада је био судија у Шапцу и секретар Апелационог суда у Београду. Марта 1903. поново је отпуштен, а исте године поново враћен у судску службу. Као секретар Апелационог суда умро је 15. маја 1907. године.
Почео је да пише песме под утицајем Војислава Илића. Од 1890. године је сарађивао са скоро свим српским књижевним листовима, као и са многим политичким и сатиричким. Објавио је две збирке песама: „Књига о љубави“ (Београд, 1899) и „Пригодне песме“ (Београд, 1903). У њих је унео већи део својих стихова. У првој књизи су баладе и романсе, а у другој политичко-сатиричка поезија. Објавио је 1893. одломак његове историјске трагедије „Деспот Лазар Бранковић“. Дуже време радио је на једном епу о ослобођењу Београда 1806. године. Због ране смрти, многи започети послови су остали недовршени, међу њима и је остао недовршен класички еп „Пенелопа“.
Међу најпознатије песме спадају „Била једном ружа једна“, која је и компонована, „Свиња реформатор“, „Дон Рамиро“, „Папучица“, „Сигурна песма“.
Писао је политичке и књижевне чланке и рецензије, преводио је с руског и немачког језика.

## Занимљивости
Лик Милорада Митровића се појављује и у ТВ-филму и серији „Шешир професора Косте Вујића“.